# Kecskemét
Kecskemét (německy Ketschkemet) je město v centrální části Maďarska, administrativní centrum župy Bács-Kiskun. Žije zde přibližně 109 tisíc obyvatel. V Maďarsku je osmým nejlidnatějším městem, dle rozlohy je sedmý.

## Název
Název města vychází z maďarského slova „kecske“, které označuje kozu a „mét“, což znamená horský průsmyk/průchod.

## Historie

### Nejstarší dějiny
První stopy osídlení jsou staré asi 5000 let. V prvním století před n. l. napadli oblast Sarmaté, od té doby byla oblast osídlena různými kulturami. Dle historiků je pravděpodobné[zdroj?], že k trvalému osídlení došlo až po dobytí území Maďary. Na začátku 13. století bylo v oblasti sedm vesnic, každá s počtem obyvatel 200–300, vytvořené kolem vesnického kostela. Všechny vesnice byly zničeny mongolskou invazí. Některé pak byly osídleny v době kumánské kolonizace.
Město se nacházelo na důležité obchodní trase, rostlo díky celnici a tržišti. V roce 1368 bylo v jedné z listin krále Ludvíka I. označeno jako město. Aktivní ekonomický život města a relativně hustá populace přilákaly více obchodníků, řemeslníků a obyvatel, a to včetně Židů, kteří se stali důležitou součástí města. Spolu s Ceglédem bylo hlavním městem s tržním právem ve směru jižně od Budapešti. Královna Alžběta Lucemburská jej dala do zástavy v roce 1439.
Během turecké okupace hledali osadníci ze sousedních vesnic úkryt ve městě, dobře chráněném obrannými palisádami. Kromě této ochrany se město dohodlo na placení daně přímo pašovi v Budě, čímž získalo další ochranu a dostalo se mu mimořádných výsad. Díky tomu se stalo přirozeným centrem i širšího regionu (mezi Dunajem a Tisou) a jeho význam ve srovnání s obdobím před příchodem Turků vzrostl. Mělo také vlastní samosprávu. V roce 1678 město vyhořelo a zničen byl i místní kostel. Výstavbu nového schválil turecký sultán. Jako jedno z mála nicméně nebylo opuštěno ani v závěru válek s Turky, kdy došlo k rozsáhlým destrukcím sídel v značné části tehdejších Uher.

## 18. století
Během Rákócziho povstání na počátku 18. století podpořilo nejprve kurucké vojsko, později bylo ale přinuceno se spojit rovněž s jeho protistranou. Město bylo také během konfliktu pleněno.
Rozvoj sídla umožnil příchod řádu Piaristů, kteří zde provozovali školu. V letech 1739 až 1740 jej zasáhla epidemie moru, která zahubila téměř třetinu místního obyvatelstva (stejně tak i jinde v Uhrách). 
Město pozvolna pohlcovalo pozemky těch, kteří se do něj uchýlili. Obyvatelé vytvořili velké společné pole pro zvířata, která chovali. Na začátku 18. století to bylo téměř 300 000 kusů dobytka, který se pásl na poli o rozloze téměř 2000 km2. Na konci 18. století začal hospodářský význam chovu dobytka klesat, protože pole byla přerostlá a obnažená. Tradice chovu dobytka zde byla ale již od tureckých časů.
Trvalo téměř 100 let, než nabyla významu další zemědělská komodita. V této době se zde pořádaly pravidelné trhy, velké dokonce pětkrát do roka. 
V 90. letech 18. století postihl Kecskemét také velký požár.

### 19. století

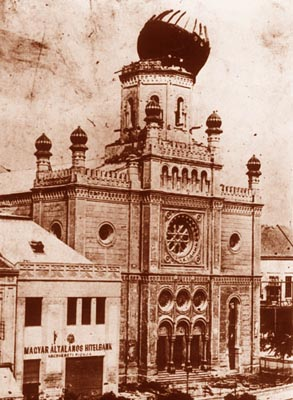
Synagoga poničená zemětřesením

V roce 1819 zasáhl město další velký oheň, při němž byla zničena i místní radnice.
V 19. století bylo město součástí důležité vinařské oblasti. Místní tradici nicméně ukončila choroba, která postihla většinu vinohradů a místní obyvatelstvo se muselo přeorientovat na jiné činnosti. Poškozeny byly především vinice na svazích, ty v písčitých oblastech byly zasaženy mnohem méně. Rakousko-uherské druhé vojenské mapování zaznamenalo město v podobě, kdy kromě několika významnějších budov v jeho centru, tvořila nepravidelná zástavba z Kecskemétu v podstatě velkou vesnici. Vymykaly se jí nicméně některé okolní nové části města, jako např. Máriaváros (Mariánské město) západně od středu Kecskemétu nebo Ürgés na jihu. Obě postupem času srostly se zástavbou samotného města. Na mapě z poloviny 19. století lze také nalézt i jezero Szék-tó v jeho původní podobě, obklopené ještě několika menšími vodními plochami, které postupem času zanikly (např. Büdes-tó apod.).
V revolučních letech 1848 až 1849 se zde nestaly významnější události a tak město nebylo dějištěm rozhodnějších bojů ani nikterak vážněji nestrádalo. V roce 1853 sem byla z Ceglédu přivedena železnice. Trať rozpůlila zahradu s názvem Cilfra kert na jihovýchodním okraji města (dnes se v její části nachází zoologická zahrada).
V 70. letech 19. století majitelé pozemků vysázeli velké plantáže vinné révy, které byly základem vinařského průmyslu v 20. století. Růst vinařského průmyslu stimuloval růst průmyslu potravinářského a obchodu. Město je stále známé svou „barackpálinka“ (meruňkovou pálenku). V jižní části města byla postavena jatka, kde bylo zpracováváno vepřové maso.
Ekonomická transformace, vznik měšťanstva, rozvoj obchodu a také průmyslu stimulovaly rozvoj města. V centru Kecskemétu vyrostly nové budovy, především okolo hlavního náměstí (Kossuthova náměstí). K tomuto architektonicky významnému secesnímu komplexu patří např. místní radnice (dokončená v roce 1897), budova zdejší vysoké školy, Lutherův palác (Luther-palota), palác Cifrapalota dokončený roku 1902, dům obchodu, Budova valutové banky (funkční až do znárodnění) a bývalý dům důstojníků, který dnes slouží jako maďarské muzeum fotografie. Na přelomu 19. a 20. století vyjely do ulic Kecskemétu první tramvaje. Střed města a nově vzniklé nádraží spojila široká Rákócziho třída lemovaná alejemi.

### 20. a 21. století
V roce 1911 postihlo město zemětřesení, které poškodilo například budovu místní synagogy, dále ale také i místní kostel reformované církve a potom ještě stovky různých, většinou obytných budov.
Po první světové válce město zůstalo jako jedno z centrálních v rámci tehdejších Uher v hranicích zmenšeného Maďarska. Období poválečného chaosu se nicméně podepsalo na Kecskemétu krutě především během tzv. bílého teroru, kdy bylo zabito několik set místních obyvatel. Růst města utrpěl v letech 1929–1933 ve světové hospodářské krizi, po níž následovaly otřesy. Utrpělo i zemědělství a ovocnářství (Kecskemét byl znám především díky pěstování meruněk; kvůli problémům se zásobováním a hnojivy byly sklizně mnohdy menší než v roce 1913. Rozvíjela se také turistika a nemalé investice byly provedeny do rozvoje školství.
Do roku 1941 získal místní železniční uzel víceméně svoji podobu. Ještě před válkou se zde nacházela konzervárna. 
Během druhé světové války docházelo k další destrukci města. Zejména v květnu–červnu 1944 maďarské úřady shromáždily a deportovaly většinu Židů z města do Osvětimi-Birkenau, kde většina z nich zahynula. Židé byli důležitou součástí prosperující kultury a obchodu ve městě. Mnoho místních také bojovalo v jednotkách vojsk Osy a v bojích padlo. Zničeny byly historické dokumenty, které byly základem tradice místní samosprávy. Rudá armáda města dosáhla dne 1. listopadu 1944. 
Po roce 1945 zavedla nová komunistická vláda, silně ovlivněná Sovětským svazem, poměry, které ve svém důsledku zpomalily rozvoj Kecskemétu. Kvůli reorganizaci místní správy ztratilo město své velké území, když v oblasti vzniklo několik nových samostatných vesnic (Bugac, Lakitelek a Nyárlőrinc), které ale byly ekonomicky spojeny s městem. Počet obyvatel v poválečném období vzrostl ale i přesto z šedesáti na sto pět tisíc.

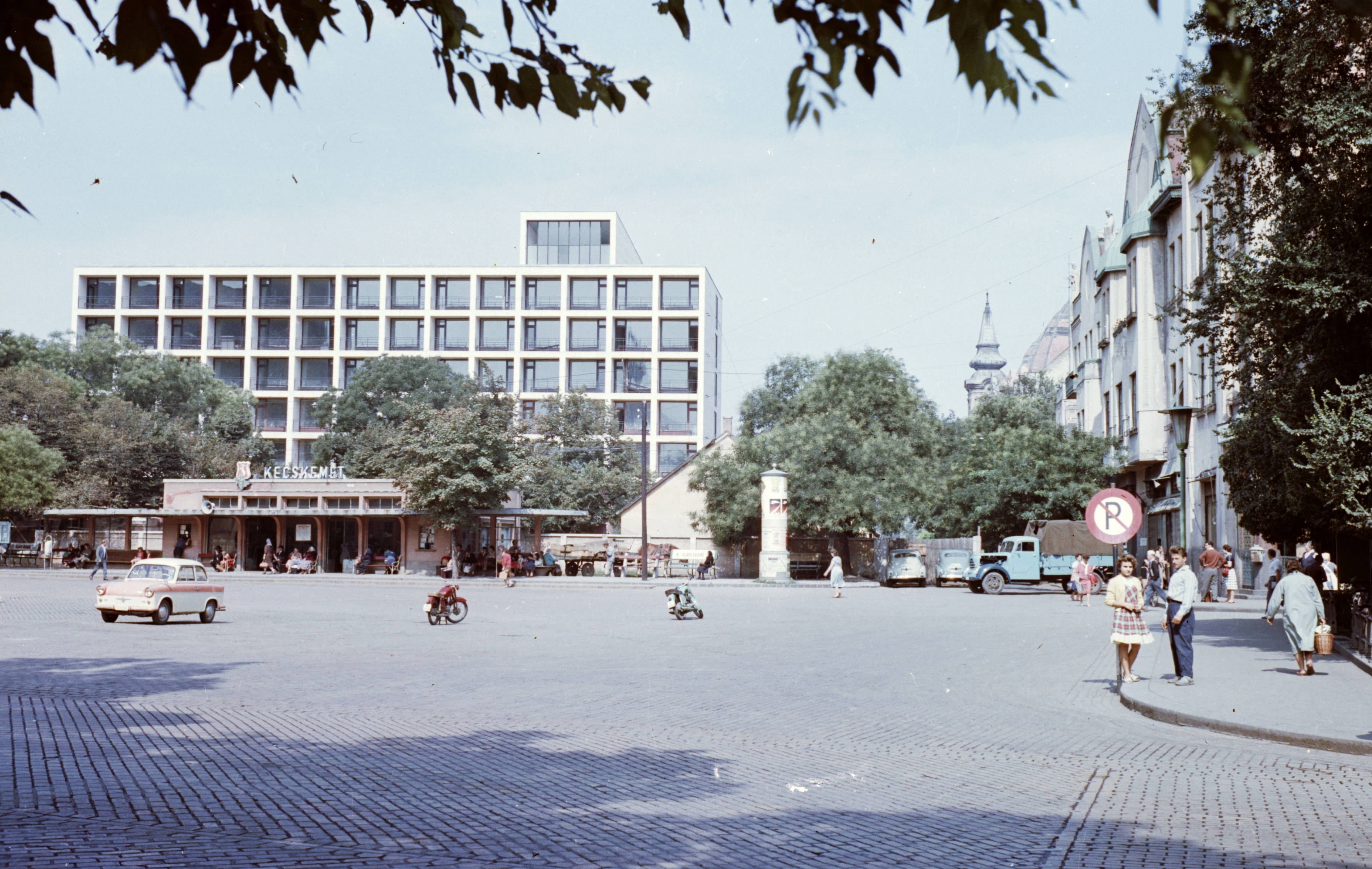
Kossuthovo náměstí v roce 1962

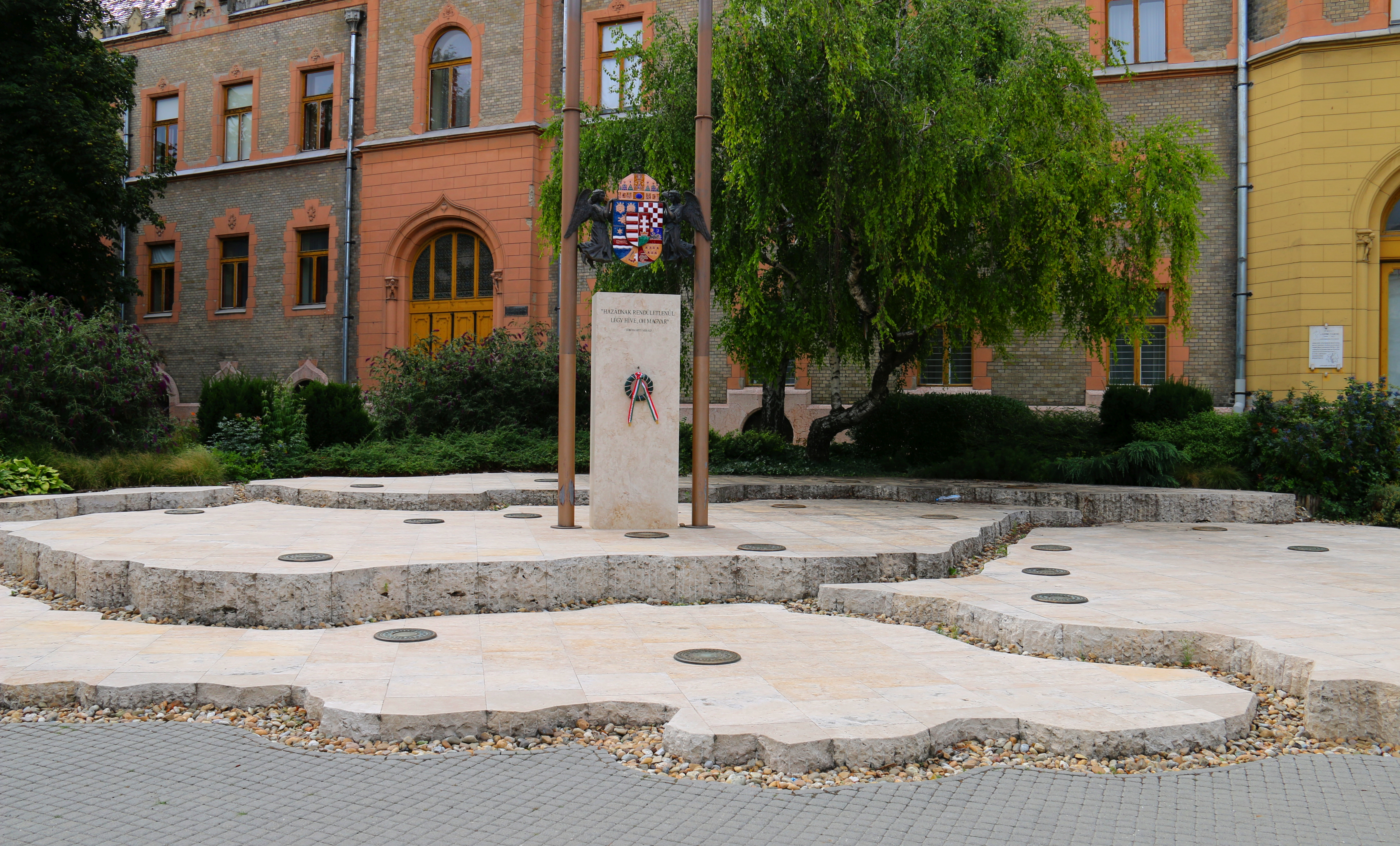
Památník Trianonské smlouvy

V roce 1950 se městu dostalo poprvé významné politicko-administrativní role, neboť se stal sídlem župy Bács-Kiskun. Stejně jako v případě řady dalších maďarských měst byly i v případě Kecskemétu rozšířeny správní hranice města a začleněno pod něj několik okolních obcí (Bukac, Lakitelek a Nyárlőrinc). V systému řízené ekonomiky Maďarské lidové republiky poskytovala tato role politické a finanční výhody, které městu pomáhaly v dalším růstu. Průmysl se rozšiřoval především v okolí nádraží a západně/jihozápadně od města okolo třídy Izsáki ut a dále místní části Mariaváros.
V roce 1956 zde došlo k několika demonstracím, řada lidí byla zatčena a několik také při násilnostech zemřelo.
Stejně jako v případě dalších větších maďarských sídel se obnova bytového fondu a růst dalších kapacit pro bydlení ve městě realizoval pomocí panelových sídlišť, která byla umístěna v různých částech Kecskemétu a někde i zasahují přímo k samotnému středu města. To je příklad sídliště Árpádváros na jižním okraji Kecskemétu. Na severním okraji potom vyrostlo sídliště Széchenyiváros, které doplňuje i velká budova planetária. Nebylo však pouze bouráno a srovnáváno se zemí. Architekt József Kerényi (1900–1975) upravil a zrekonstruoval několik historických budov. Bylo rovněž rozhodnuto, že budou sloužit pro nové účely, čímž se podařilo udržet rozmanitý historický charakter města při životě. Například na začátku 70. let nechal Kerényi zrekonstruovat františkánský klášter z počátku 18. století pro potřeby konzervatoře Zoltána Kodálye, jejíž třídy se otevřely v roce 1975. V centru města byla postavena budova stranického sekretariátu, dnes se zde nachází sídlo obnovené župy Bács-Kiskun.
Roku 1983 přesáhl počet obyvatel města mety sto tisíc.
Maďarská asociace fotografů, která založila Maďarskou fotografickou nadaci v roce 1990, pomohla získat finanční prostředky na obnovu budovy z 18. století, která byly dříve využívána jako ortodoxní synagoga. Budova byla upraveno pro účely Maďarského muzea fotografie (maďarsky Magyar Fotográfiai Múzeum), otevřeno bylo v roce 1991. Umístěna v něm jsou díla maďarských a dalších fotografů s mezinárodním i celomaďarským věhlasem. Jedná se o práce například maďarských fotografů, kteří úspěšně pracovali v zahraničí. Dnes stavba slouží jako „dům vědy a umění.“
Jižní část města byla naopak vyhrazena pro průmysl. Areály, které jsou od sebe oddělené spojuje řada vleček s kecskemetským horním nádražím.
Na jaře 1989 se zde měla uskutečnit reformní konference/sjezd maďarských komunistů.
V souvislosti s projektem výstavby dálniční sítě na území Maďarska, který dostal zásadní impulz po roce 1989, dosáhla z Budapešti Kecskemétu i dálnice M5. Město obchází po západní straně obchvatem. Jižně od Kecskemétu potom vznikla v prvních dekádách 21. století i rozsáhlá průmyslová zóna.
V roce 2011 dosáhl počet obyvatel města rekordu (111 411 osob) a od té doby pozvolně klesá.

## Městské symboly

### Znak
Znak města Kecskemétu vyobrazuje kozu, podle níž má město své jméno. V červeném poli, ve střední části zeleného trojvrší, heraldicky obráceném vpravo, vyniká stříbrná (bílá) koza. Nad štítem se nachází svatoštěpánská koruna. 

### Vlajka
Vlajka města Kecskemétu je tvořená listem o poměru stran 2:3 se třemi svislými pruhy červeným, bílým a červeným, s městským znakem uprostřed bílého pruhu (čestná vlajka je slavnostní verzí městského znaku, se zlatým lemem kolem volných okrajů).

## Přírodní poměry

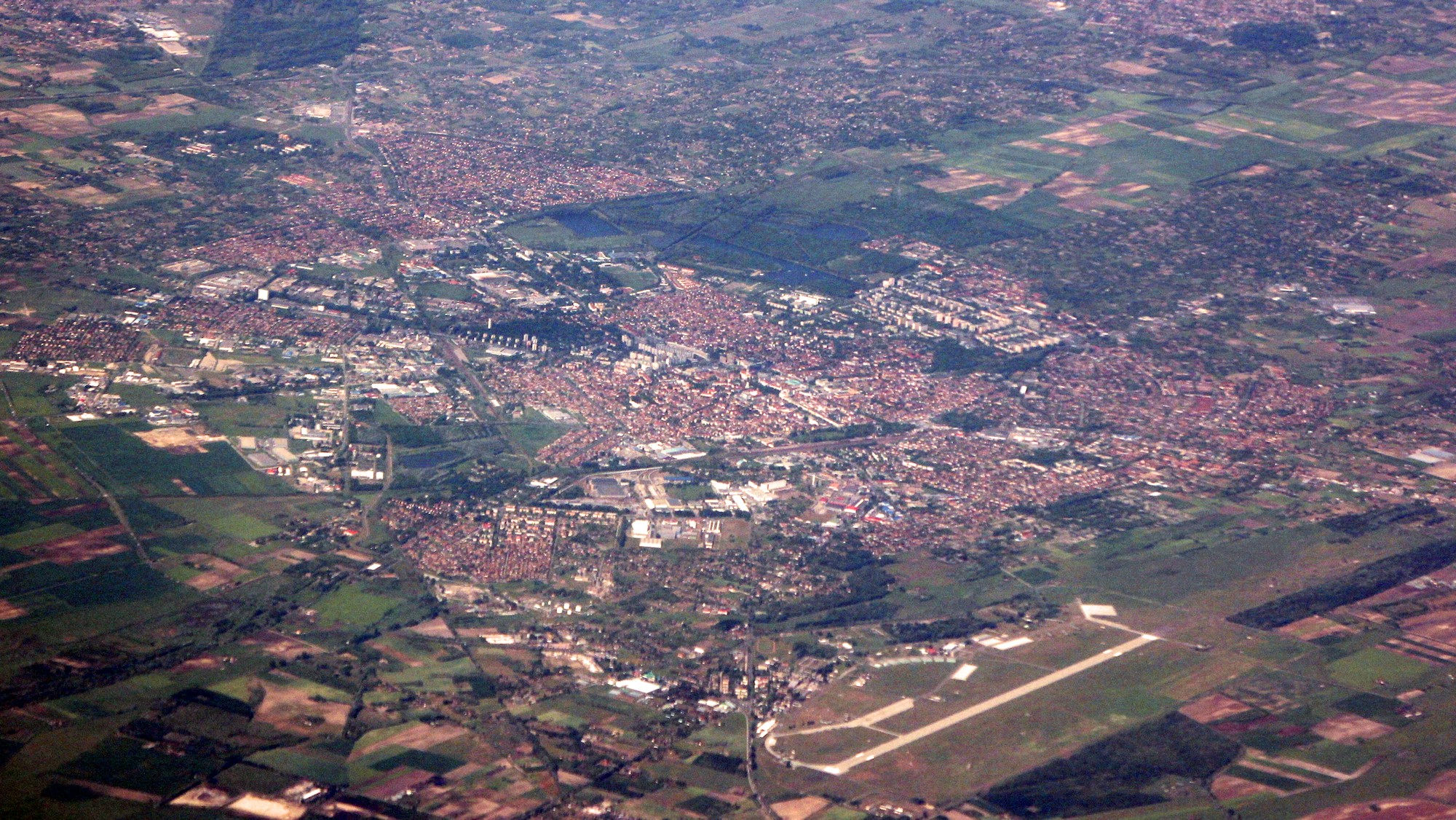
Letecký pohled na město

Město vzniklo na vhodné ploše, kde se stýkají rozsáhlé písky Panonské nížiny s úrodnější půdou. Území na západ od města je pokryto větrem navátým pískem, který se vyznačuje téměř rovnoběžnými severojižními dunami s pláněmi mezi nimi. Na konci 18. a začátku 19. století se v souvislosti s růstem počtu obyvatelstva a intenzivní pastvou (počty dobytka zde dosahovaly až stovky tisíc kusů) nicméně jejich možnosti značně vyčerpaly. Nadměrná pastva dobytka zničila přirozený vegetační kryt a pohyb písku vážně ohrožoval město (stabilitu domů). Proto bylo uskutečněno zalesnění krajiny, výsadba ovocných stromů a vinné révy, aby se půda znovu stabilizovala. 
Město se nachází v centru regionu Kiskunság. V roce 1975 byl zde založen Kiskunsági Nemzeti Park (národní park) za účelem ochrany mnoha různých regionálních druhů rostlin a živočichů. Národní park nemá souvislé území a do jisté míry připomínají jeho části rozptýlené po okolí Kecskemétu mozaiku.

## Klima
Počasí je kontinentální, suché, někdy extrémní. Množství slunečního svitu umožňuje pěstování zemědělských plodin, jako je pšenice, červená paprika, rajčata či meruňky. Nejteplejším měsícem je červenec s průměrnou teplotou 20,9 °C, nejchladnější leden s −1,9 °C. Brzy na jaře a na konci podzimu jsou v maďarské nížině časté mrazy, které končí obvykle až v polovině dubna, po třetím říjnovém týdnu je teplota často pod nulou.

## Obyvatelstvo

### Struktura obyvatelstva
V roce 2001 mělo město 107 267 obyvatel. Z hlediska věkové struktury bylo v roce 2011 22 % Kecskeméťanů mladších 19 let a 21 % starších 60 let. 
Převládali Maďaři (95 %), romská menšina (0,8 %) ustanovila v roce 1994 svoji menšinovou samosprávu, 0,4 % tvořila německá národnost, 0,2 % slovenská (4,8 % ostatní). Od března 2007 existuje také menšinová samospráva Chorvatů. Před válkou prosperující židovské obyvatelstvo, reprezentované velkou synagogou, bylo v roce 1944 deportováno do koncentračních táborů.

### Náboženský život
Většina obyvatelstva se hlásí k Římskokatolické církvi. 75,1 % se v posledním sčítání lidu hlásilo k nějakému náboženskému vyznání; zastoupeny jsou i protestantské církve. K Římskokatolické církvi se přihlásilo 59 % věřících. K církvi pravoslavné/ortodoxní se hlásilo jen několik set osob, přesto se nachází pravoslavný chrám v centru města. K reformované církvi se přihlásilo okolo patnácti tisíc lidí. 17,3 % obyvatel města se deklarovalo bez vyznání.

## Obecní správa a politika

### Místní části
Kecskemét má 22 městských částí:
- Belváros (Staré město)
- Árpádváros (Árpádovo město)
- Máriaváros (Mariánské Město)

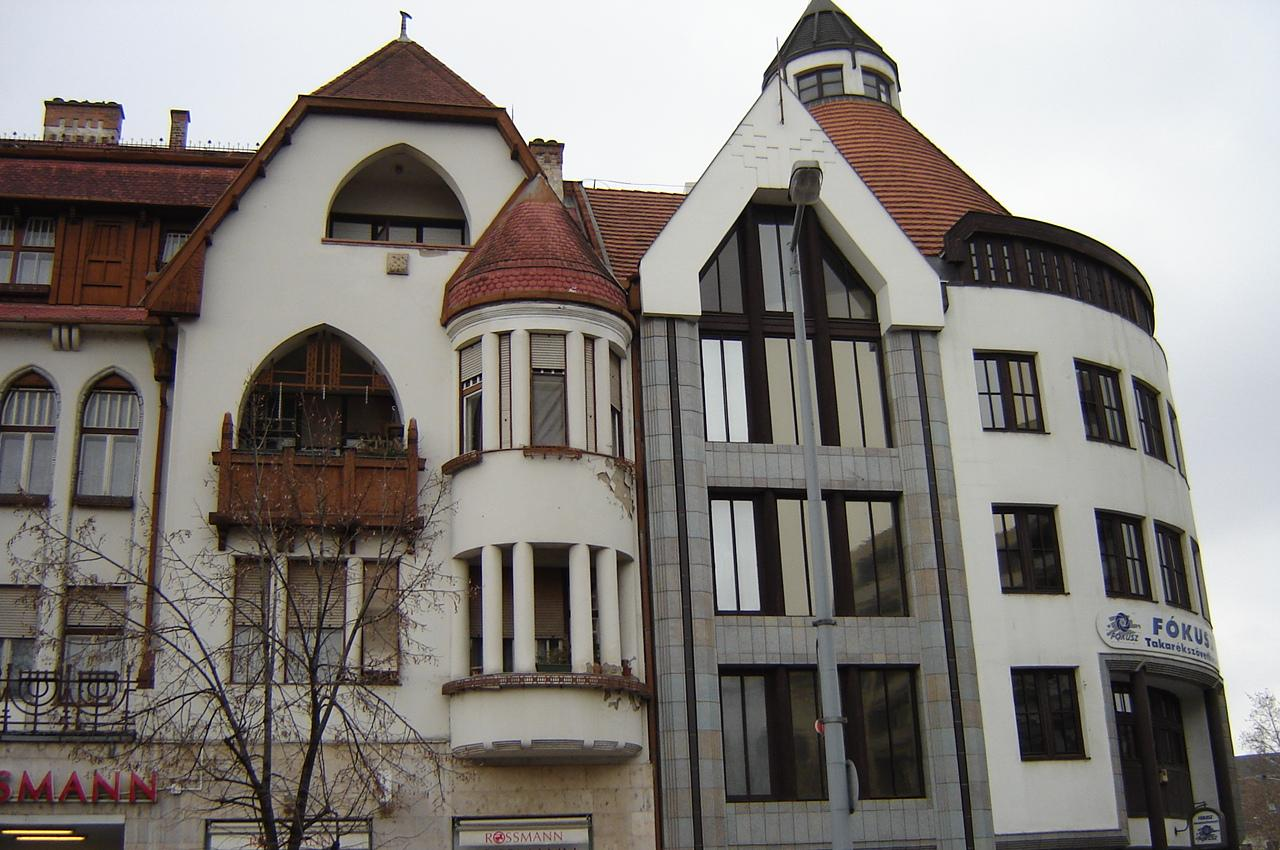
Lutherův palác ve Středním městě

- Széchenyiváros (Széchenyiho město) – podobvody: Hollandfalu (Nizozemecký obec), Máriahegy (Vrch Márii). Jedná se o rozsáhlé sídliště.
- Bethlenváros (Bethlenovo město)
- Rákócziváros (Rákócziho město)
- Erszebétváros (Alžbetino město)
- Kossuthváros (Kossuthovo město)
- Hunyadiváros (Hunyadiho město)
- Szent István-város (Město svatého Štěpána) – podokresy: Mükertváros (Umělé předměstí), Szolnokihegy (Vrch na Szolnoku)

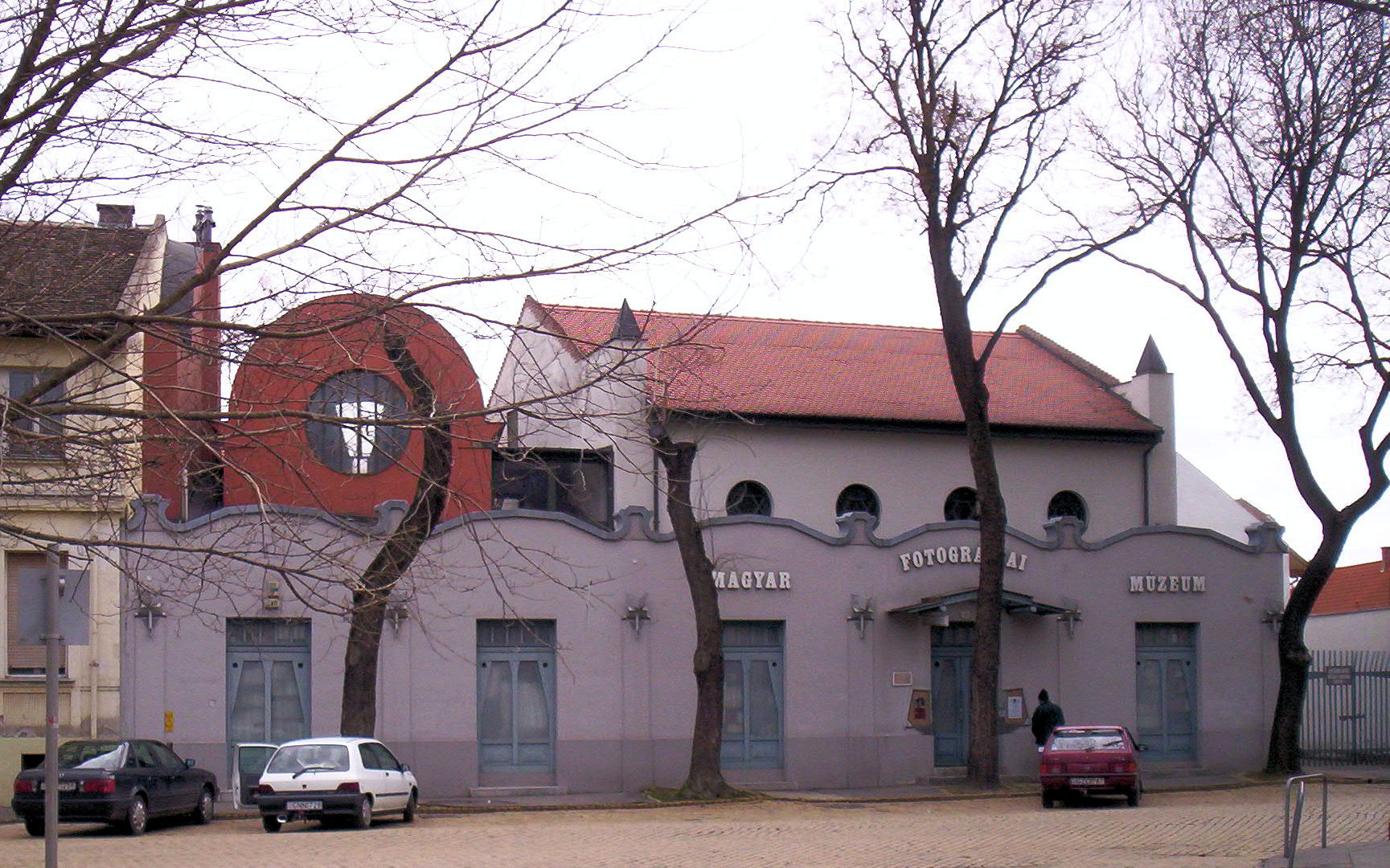
Maďarské muzeum fotografie ve Rákócziůvom městě

- Szent László-város (Město svatého Ladislava) – podokresy: Rendőrfalu (Policejní obec), Kósafalu (Kósova ves)
- Alsószektó (Nižní Széktó) – podokres: Szeleifalu (Szeleiova ves)
- Felsőszéktó (Horní Széktó) – podokresy: Petőfiváros (Petőfiho město), Sutusfalu (Sutusova ves)
- Talfája
- Katonatelep (Katonova osada)
- Repülőtér (letiště)
- Matkó
- Kadafalva (Kadova ves)
- Szarkás
- Heténegyháza
- Méntelek
- Borbáspuszta

### Zastupitelstvo a starosta
Starostkou města je bývalá poslankyně Klaudia Szemereyné Pataki, která byla do své funkce zvolena v roce 2019. Do místního zastupitelstva volí místní obyvatelé v několika volebních okrscích. Město Kecskemét zastupují dva poslanci na celonárodní úrovni v maďarském parlamentu (Országház).

## Hospodářství

### Zemědělství
Tradiční je okolo města již sadařství, v moderní době ale sady víceméně zanikly, nebo se částečně vyskytují na okrajích města tam, kde je rozvolněná a tradiční zástavba. Okolí města bylo postupně vysušeno a využívá se pro potřeby moderního zemědělství.

### Průmysl

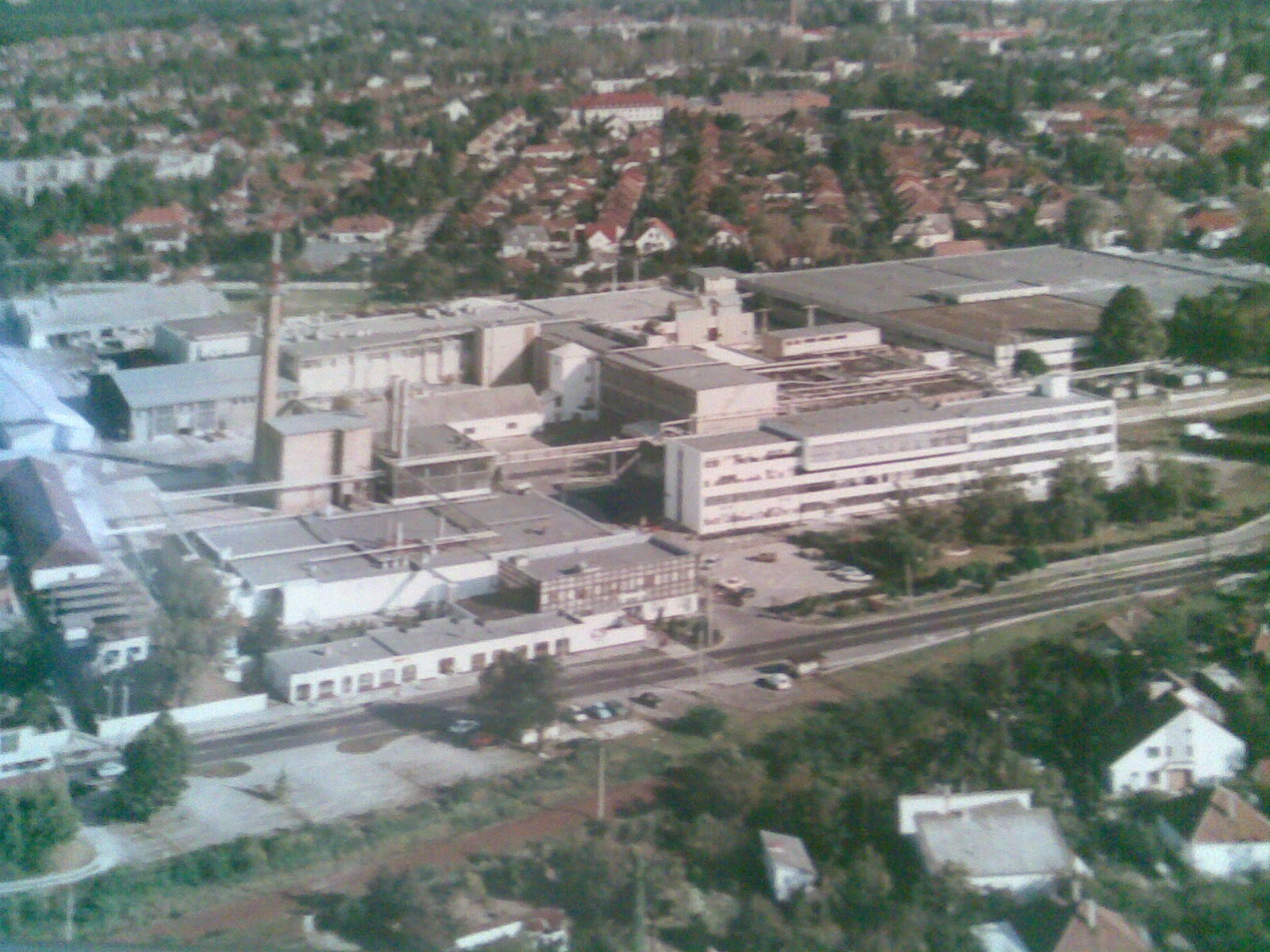
Letecký pohled na továrnu Gallfood v roce 2008

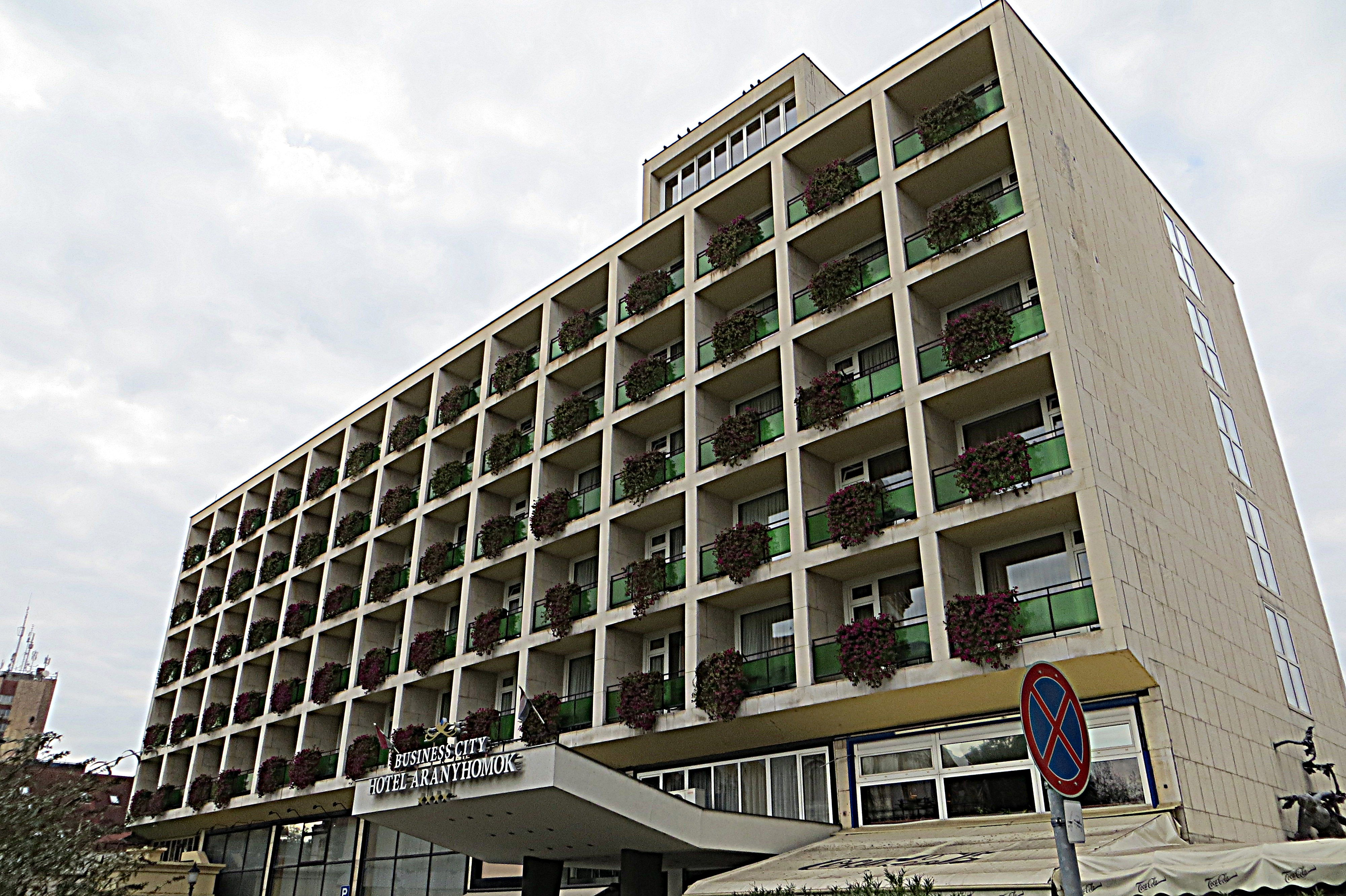
Hotel Aranyhomok

V březnu 2012 otevřel německý výrobce automobilů Daimler AG závod poblíž města na výrobu modelů třídy B, A a CLA. Investice stuttgartské společnosti, která měla v regionu vytvořit 3000 nových pracovních míst při plánované výrobě více než 100 000 vozidel, dosáhla 800 milionů eur.
Historicky byl ve městě významný především potravinářský průmysl, který představovaly např. drůbežárny. Rozvíjela se také výroba nástrojů. 
- Mercedes-Benz (automobily) – 4 500 (zaměstnanců). Do roku 2025 by měl být podnik nákladem jedné miliardy eur[16] rozšířen.[17]
- DAKK (místní veřejná doprava) – 2000
- Knorr-Bremse (brzdy) – 1100
- ACPS Automotive (tažné zařízení) – 1000
- Phoenix Mecano – skříně a mechanické součásti – 950
- CabTec – kabely – 950
- Fornetti – pečivo – 850
- Univer KSE – konzervované potraviny – 750
- HILTI[18]

Nezaměstnanost ve městě je velmi nízká, v roce 2018 činila 3,10 %. Důvodem byly velké pobídky, které pomohly vytvořit značné množství nových pracovních míst. V letech 2008–2009, kdy byla většina Evropy stižena hospodářskou recesí, se zde pohybovala okolo 8 %. V letech 2011 až 2020 patřilo město k několika málo, kde došlo ke značnému růstu životní úrovně.

### Služby a turistika
Díky hospodářskému růstu na počátku 21. století se např. zvýšil počet restaurací a kaváren v historickém centru města, a to z 48 na 208 v roce 2018. 

## Doprava

### Silniční doprava
Již zmíněná dálnice M5 prochází okolo města ze západní strany. U Kecskemétu má tři výjezdy (sever, střed a jih). Kromě toho v západo-východním směru prochází městem i silnice celostátního významu č. 52 a 44. Kolem města existuje silniční okruh ze severní, východní a jižní strany. V roce 2023 byla k dálnici přivedena nová radiální komunikace.
Existuje také řada komunikací menšího významu, které se dotýkají i oblasti města, typicky spojující centrum s okolními sídly nebo s vnějšími čtvrtěmi. Například silnice 4622 vedoucí do Szentkirály, silnice č. 5202 vedoucí z Taksony do Ladánybene, 5218 vedoucí do obce Hetényegyháza, silnice č. 5301 vedoucí do Izsáku nebo komunikace č. 5303 vedoucí do Kiskőröse.
Na Széchenyiho náměstí je umístěno také místní autobusové nádraží.

### Železniční doprava

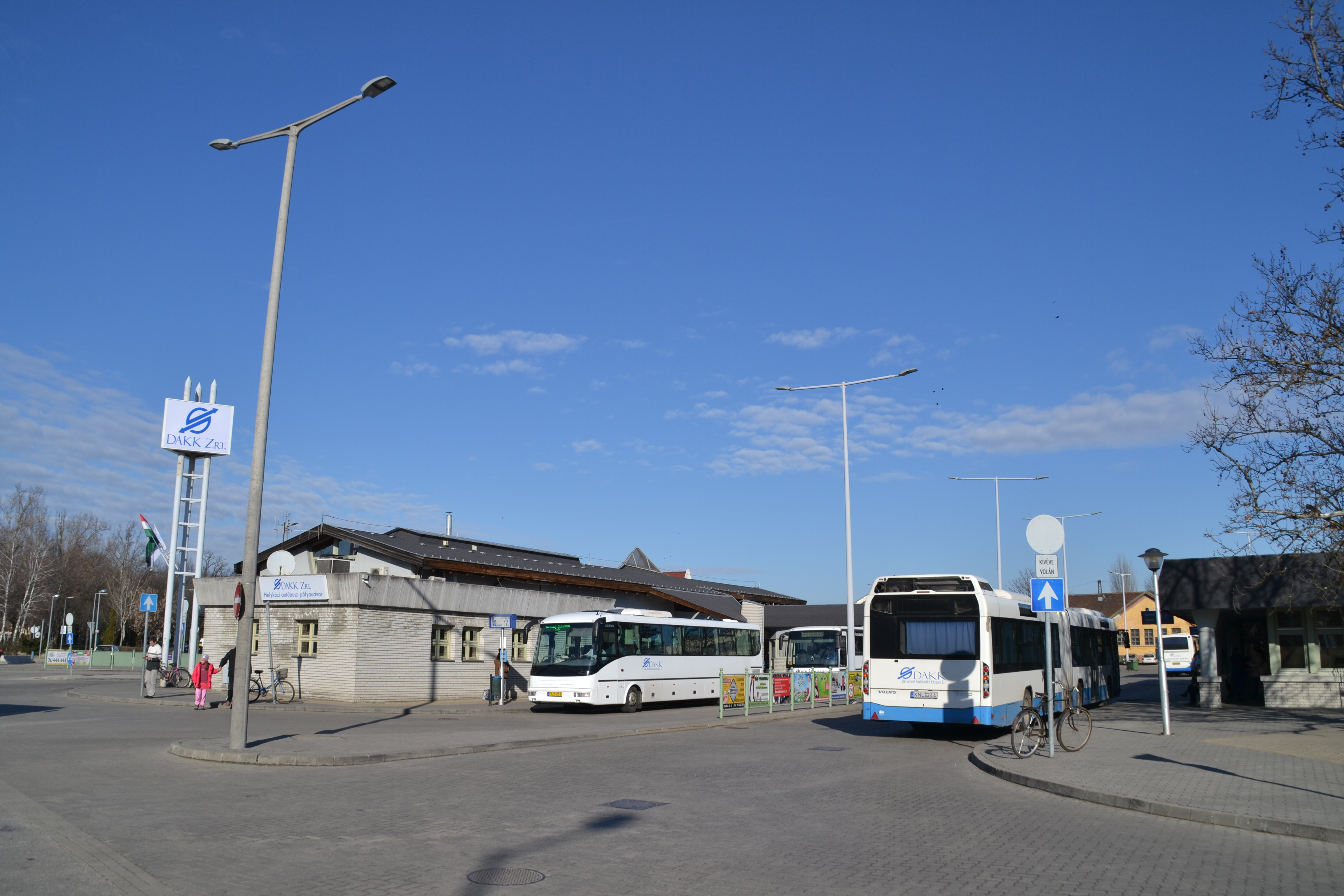
Autobusové nádraží ve městě

Město je jedním z regionálních železničních uzlů v Maďarsku. Železniční trati směřují do Ceglédu, Budapešti, Fülöpszálláse (kde se nachází trať Budapešť–Kelebia, vedoucí k jižním maďarským hranicím), a dále do Segedínu a Szolnoku. První uvedená patří k nejvýznamnějším v celém Maďarsku, a to jak z hlediska osobní, tak i nákladní dopravy. Do obce Fülöpszállás není provozována železniční doprava od roku 2007. 
Hlavní nádraží stojí východně od centra města nedaleko železničních sadů (Vasút kert). Mimo to leží ve městě také zastávky Kecskemét alsó a Kecskemét-Máriaváros. Díky rozlehlosti železničního uzlu jsou na něj napojeny téměř všechny místní průmyslové zóny.

### Vodní doprava
Na území města se nenacházejí žádné splavné vodní toky. Jezero Szék tó slouží pro rekreační plavbu.

### Letecká doprava
Východně od města se nachází letiště, které slouží pro potřeby maďarského letectva.

### Městská doprava
S industrializací Maďarska ve 20. letech 20. století mělo město tramvajovou síť pro 50 000 obyvatel. Až po druhé světové válce přibyly autobusy a v roce 2010 za podpory financování z EU byla zřízena řada trolejbusových linek a v roce 2011 město přebudovalo centrum jako pěší zónu s vyloučenou automobilovou dopravou, ale s povolenou dopravou trolejbusovou.

## Společnost

### Školství

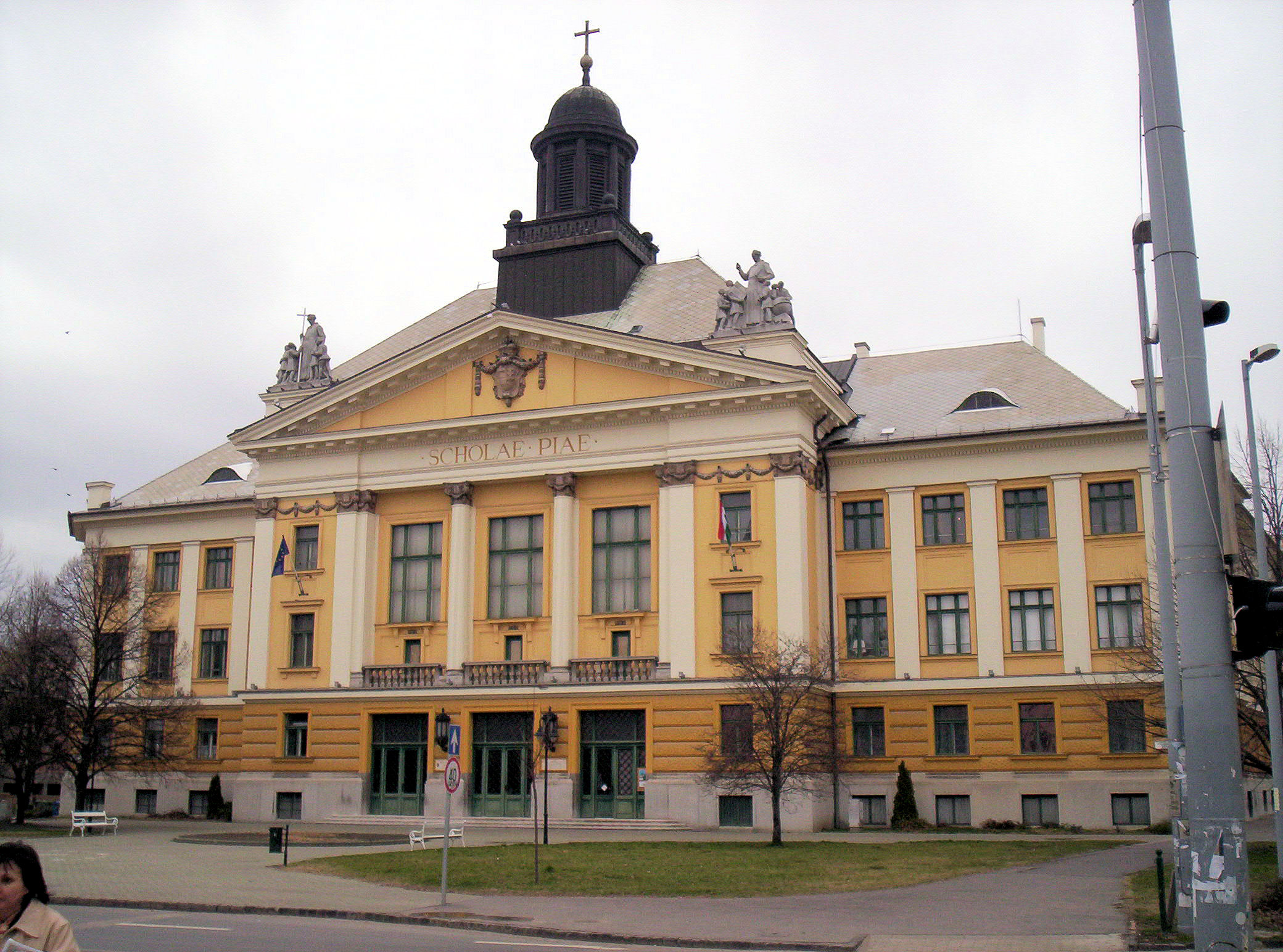
Budova piaristického gymnázia

V Kecskemétu sídlí von Neumannova univerzita, která se rozkládá v rozsáhlém kampusu. Jeho areál bývá využíván i pro různé konference a další obdobné akce. Univerzita má tři fakulty (ekonomickou, strojírenskou a fakultu počítačové vědy). Hudební univerzita Ference Liszta zde má také jedno své externí pracoviště.
Ve městě působí dále piaristické gymnázium. Založeno bylo roku 1714 a mělo značný význam na rozvoj a dějiny města. Dále zde stojí osm různých středních škol, jednu střední školu zde provozuje i maďarská reformovaná církev.

### Zdravotnictví
V Kecskemétu se nachází nemocnice, v roce 2022 bylo rozhodnuto o jejím rozšíření.

### Sport
Místní fotbalový tým s názvem Kecskemét TE je zastoupen v nejvyšší maďarské lize a několikrát v ní uspěl. Jeho fotbalový stadion se nachází v blízkosti hlavní železniční stanice. Kromě toho zde působí i několik zdatných týmů v dalších sportech. V roce 2008 se házenkářský tým BB Kecskemét KSE dostal do první ligy. Městský mužský basketbalový tým, Kecskemét KSE, vyhrál v roce 2006 Maďarský pohár. 
Rozsáhlý sportovní areál s řadou hřišť a krytých hal se nachází nedaleko jezera Szék tó. Fotbalový stadion zde byl postaven již roku 1962. Jeho výstavba byla uskutečněna pomocí pracovních brigád.

## Kultura

### Kulturní instituce

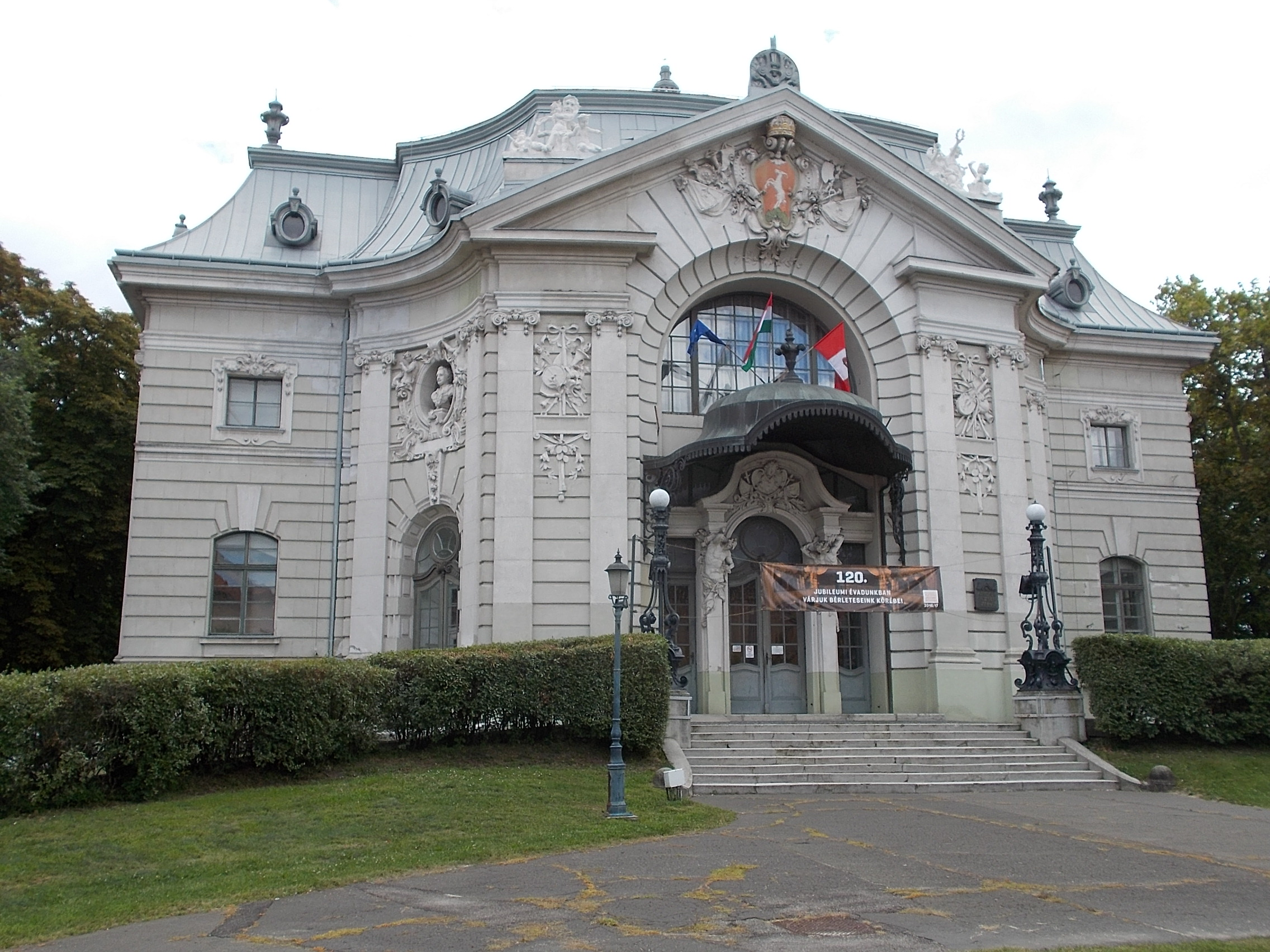
Budova divadla

Ve městě sídlí Knihovna Józsefa Katona a Národní divadlo Józsefa Katona. Městská knihovna sídlila až do roku 1996 v budově dnešní radnice. Pro děti zde je také Loutkové divadlo "Ciróka" (maďarsky Ciróka Bábszínház). Dále zde sídlí Maďarské muzeum fotografie a Muzeum maďarských naivních umělců. Rádayovo muzeum má sbírku církevních předmětů. Skanzen, resp. muzeum, má i místní úzkorozchodná železnice (její areál leží v jižní části města).

### Kulturní akce
- Jarní festival Kecskemétu (pořádán je každoročně)
- Csipero – Mezinárodní setkání dětí a mládeže[26] The Future of Europe (každé dva roky)
- Festival Famous Week (každoročně)
- Festival animovaných filmů v Kecskemétu (každé tři roky)
- Bohemian Ragtime and Jazz Festival (každoročně)
- Mezinárodní den letectví a vystavení vojenské techniky v Kecskemétu. Ve městě bývá také pořádána regionálně oblíbená air show.

### Kulturní památky a pamětihodnosti města

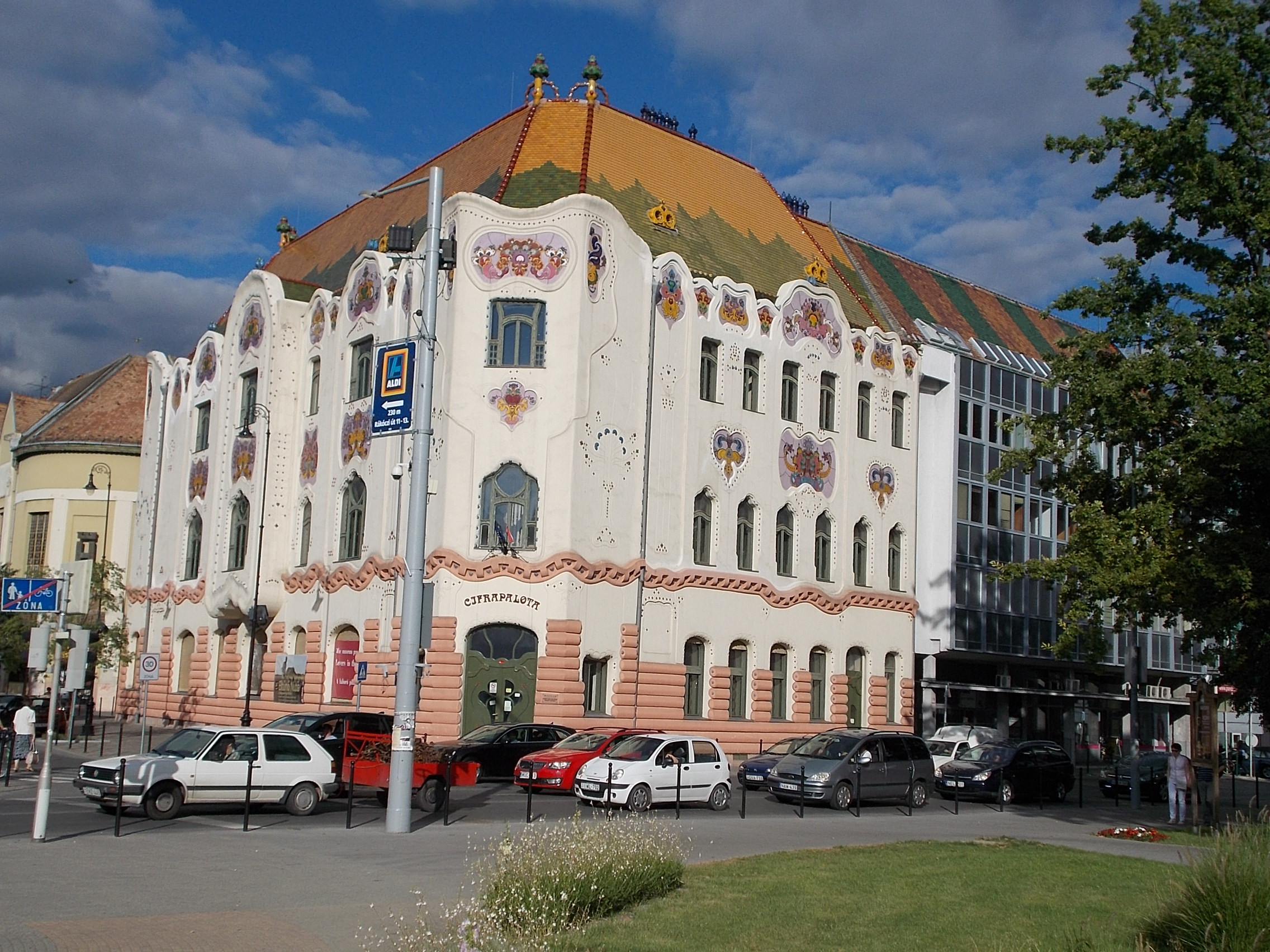
Cifrapalota

- secesní budova radnice (maďarsky Városháza), kterou projektoval Ödön Lechner.[6]
- Lutherův palác, patřící evangelické církvi.
- Cifrapalota
- Urunk Mennybemenetele Társszékesegyház – Konkatedrála[zdroj?] Nanebevstoupení Páně, také známý jako Nagytemplom (Velký kostel), největší římskokatolický kostel Kecskeméta
- Barátok temploma – Kostel sv. Mikuláše, neformálně místními nazýván též jako Kostel přátel.[27]
- Református templom – Kostel reformované církve

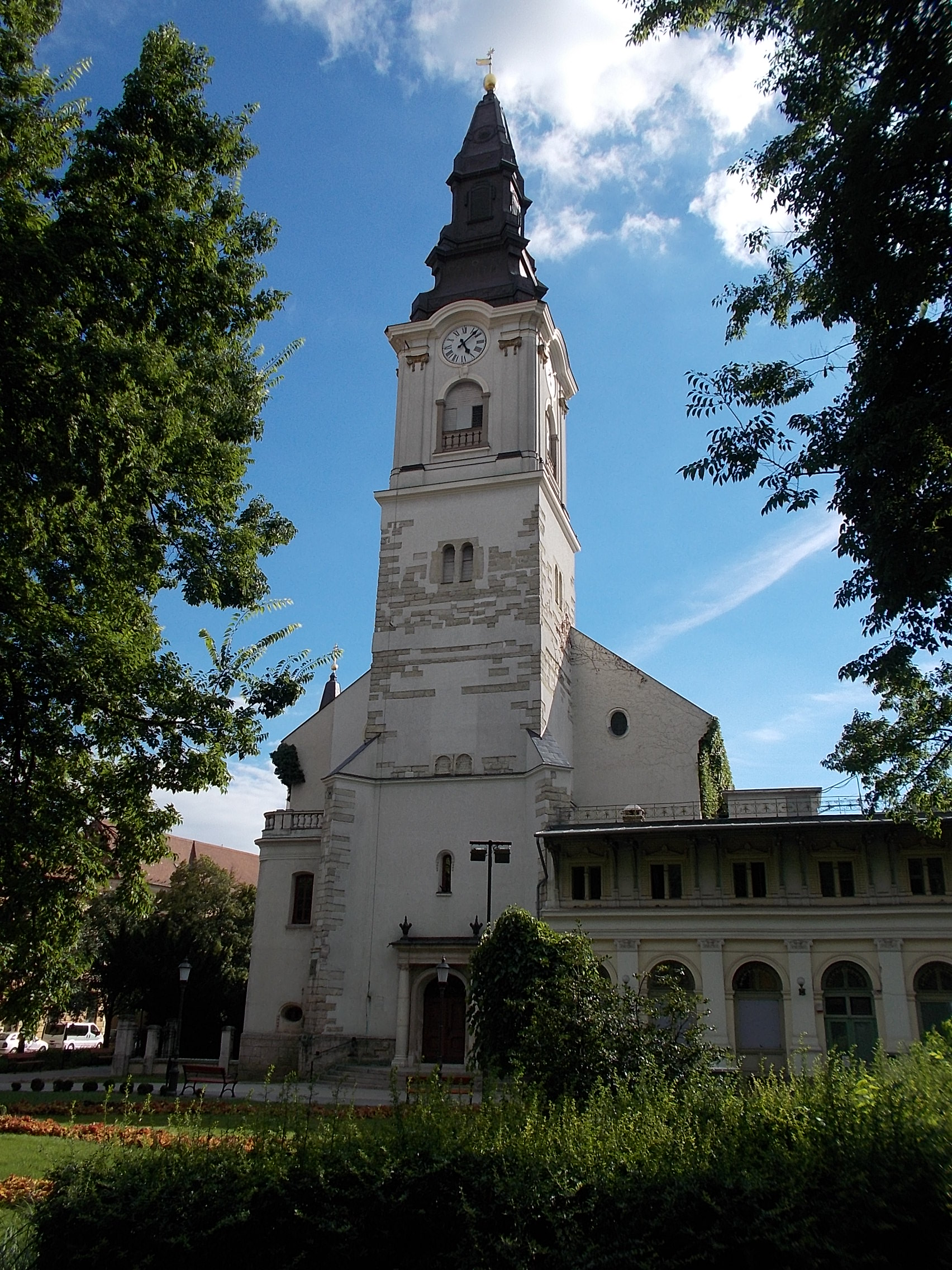
Kostel reformanej crkvi

- Synagoga (dnes Dům vědy a techniky)[6] v pseudomaurském stylu.
- Zoopark/Zoologická zahrada[6] na jihovýchodním okraji Kecskemétu.

### Ve filmu
V Kecskemétu se natáčel film Colette (2018) nebo komedie Božská Julie (2004).

## Osobnosti

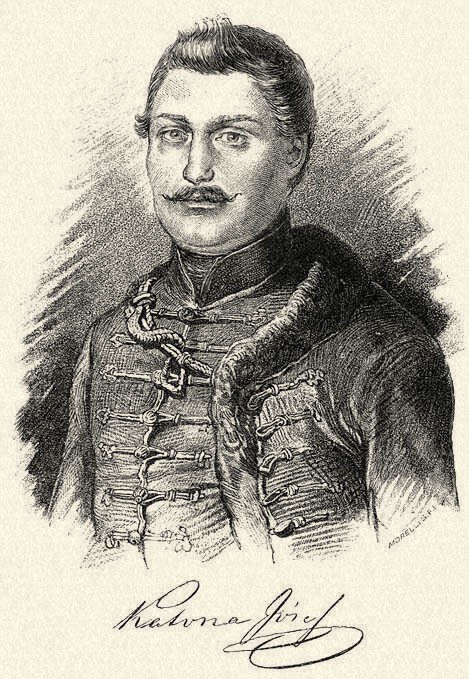
József Katona

- Kelemen László (1762–1814), divadelník a zakladatel první moderní divadelní společnosti v Uhrách
- József Katona (1791–1830), dramatik a básník
- Antal Szabó (1875–1926), malíř
- Zoltán Kodály[28] (1882–1967), skladatel, etnomuzikolog, pedagog a filozof
- Pál Kocsis (1884–1967), pěstitel a šlechtitel vína
- Kálmán Latabár (1902–1970), herec
- Nicolas Abraham (1919–1975), francouzský psychoanalytik
- Péter Balázs (* 1941), politik, bývalý evropský komisař
- Levente Balogh (* 1969), investor, judista, miliardář, podnikatel, zakladatel Szentkirályi Magyarország.
- Ákos Kónya (* 1974), ultramaratonec
- Zsolt Ábel (* 1988), fotbalista

## Partnerská města
Kecskemét má celkem 17 partnerských měst:
- Coventry, Spojené království (1963)
- Hyvinkää, Finsko (1985)
- Naharija, Izrael (1990)
- Rüsselsheim, Německo (1991)
- Dornbirn, Rakousko (1993)
- Aomori, Japonsko (1994)
- Târgu Mureș, Rumunsko (1999)
- Berehovo, Ukrajina (2001)
- Tekirdağ, Turecko (2001)
- Galanta, Slovensko (2002)
- Großenhain, Německo (2002)
- Sfântu Gheorghe, Rumunsko (2004)
- Novi Sad, Srbsko (2005)
- Wadowice, Polsko (2007)
- Tábor, Česko (2010)
- Lidköping, Švédsko (2011)
- Pengzhou, Čína (2020)